# Офер, Гур
Гур О́фер (ивр. גור עופר‎; 23 сентября 1934, Иерусалим — 19 ноября 2022, Иерусалим) — экономист, сооснователь Российской экономической школы, профессор Иерусалимского университета, награждён Международной Леонтьевской медалью «За вклад в реформирование экономики». Являлся признанным экспертом по экономике СССР, работал в таких учреждениях как Центр русских исследований Гарвардского университета (1967—1968, 1972—1973, 1982—1983), Вильсоновский центр (1983), Брукингский институт, Всемирный банк (1992—1993, 2007), Йельский университет (1999—2000) и другие.

## Публикации
- Gur Ofer. The Soviet household under the old regime : Econ. conditions a. behavior in the 1970s (англ.). — Cambridge: Cambridge univ. press, 1992. — 396 p. — ISBN 0-521-38398-6.
- Gur Ofer. The Miracle of NES: The Foundations of Modern Economic in Russia (англ.). — М.: РЭШ, 2012. — 180 p. — ISBN 978-5-98856-157-6.
- Gur Ofer. Soviet Economic Growth: 1928-1985 (англ.) // Journal of Economic Literature : журнал. — 1987. — December (vol. 25, no. 4). — P. 1767—1833. — ISSN 0022-0515. — JSTOR 2726445.